# Eusanio
Eusanio (... – Sant'Eusanio Forconese, III secolo) fu un cristiano martirizzato nel III secolo.

## Agiografia
Le scarse notizie della sua vita provengono da una Passio leggendaria, secondo la quale era originario di Siponto, attualmente frazione di Manfredonia; durante un pellegrinaggio a Roma Eusanio sostò nei territori di Chieti, Valva, Antrodoco e Rieti; in queste ultime due città compie dei miracoli, e a Rieti gli venne dedicata la chiesa di Sant'Eusanio. Durante il viaggio di ritorno, si fermò nel territorio dell'attuale Sant'Eusanio Forconese, nella provincia dell'Aquila, dove svolse un secondo apostolato, suscitando le gelosie di un signore locale che lo incarcerò e torturò fino a provocarne la morte, avvenuta il 9 luglio.
Ulteriori informazioni si possono ricavare da un brano della Historia della città di Chieti metropoli della provincie d'Abbruzzo; del 1657, redatta dallo storico e giurista Girolamo Nicolino. Nel testo si narra che Eusanio compì un miracolo nella sua cittadina di origine Siponto, resuscitando un giovane di nome Diocleziano. A seguito dell'evento miracoloso i suoi concittadini gli offrirono la carica di vescovo della città, ma egli rifiutò, lasciando la città insieme con lo stesso Diocleziano, e altri due compagni, Teodoro e sua sorella Gratula, per recarsi a Roma. Durante il viaggio attraversarono il territorio di Chieti. In un luogo chiamato Montecchio (l'odierna Sant'Eusanio del Sangro), Eusanio compì un altro miracolo guarendo Teoconia, una donna che era cieca da dodici anni. Il viaggio proseguì attraverso Valva e Cinque Ville (l'odierna Sant'Eusanio Forconese), dove Eusanio compì diversi altri miracoli.

## Culto
I documenti più antichi attestano l'esistenza del culto di Eusanio grazie ad un decreto dell'840 dell'imperatore Lotario e agli elenchi delle decime per i secoli XIII e XIV, nei quali risulta che erano dedicate chiese al Santo a Caramanico, Popoli, Montesecco, Corvara, in altri piccoli centri abruzzesi e laziali e in Sanctum Eusanium, allora nome del paese. Tale circostanza, ovvero la presenza di luoghi dedicati al Santo lungo i "Tratturi" farebbe pensare ad una diffusione del culto per opera di pastori nel corso della transumanza.
Attualmente il corpo del Santo è custodito nella cripta della chiesa di Sant'Eusanio Forconese, dove fu ritrovato nel 1748 in seguito agli scavi voluti dall'allora vescovo dell'Aquila Giuseppe Coppola, il quale scrisse una minuziosa relazione sull'evento.